# Bulbul de collar negre
El bulbul de collar negre (Neolestes torquatus) és una espècie d'ocell de la família dels picnonòtids (Pycnonotidae) i únic membre del gènere Neolestes. Es troba a Angola, Congo, República Democràtica del Congo, el Gabon, Ruanda i Zàmbia. Els seus hàbitats principals són les praderies, sabanes i matollars secs tropicals i subtropicals, així com les terres llaurades. El seu estat de conservació es considera de risc mínim.